# Plan France Très Haut Débit
Le Plan France Très Haut Débit (PFTHD) est une stratégie adoptée le 28 février 2013 par le gouvernement français et qui vise à couvrir l’intégralité du territoire en très haut débit prévu initialement pour 2022, puis repoussée à 2025 ou avant 2030 dans certaines régions comme la Bretagne. Il prévoit pour cela de mobiliser les acteurs privés et publics pour un investissement total de 20 milliards d’euros.

## Historique

### Genèse du plan
Dans les années 1970, lors du Plan Téléphone[réf. non conforme], l’État fait installer des lignes téléphoniques en cuivre sur l’ensemble du territoire français. Par la suite un Plan Câble fut envisagé pour couvrir intégralement le territoire national en fibre optique. Ce projet est cependant progressivement revu à la baisse au cours des années 1980, en même temps que la direction étatique responsable du projet se retrouve peu à peu transformée en établissement public sous le nom de France Télécom.
Finalement, la fibre optique n'est installée que dans quelques rares collectivités, telles que la ville de Biarritz, et le reste de la France passe à Internet par la généralisation de réseaux câblés ou de l'ADSL (Digital Subscriber Line).
Au début des années 2010, il est de nouveau envisagé de remplacer les réseaux téléphoniques en cuivre par des réseaux optiques. L'État ne cherche alors plus à intervenir directement pour moderniser les communications électroniques mais à encadrer réglementairement des initiatives publiques locales et à motiver le passage à l’acte des collectivités territoriales et des opérateurs : création d’obligations juridiques favorisant l’arrivée de la fibre, négociations avec l’Union européenne afin d’avoir un cadre plus favorable aux emprunts locaux ou pour une potentielle intervention étatique.

### Lancement des structures
En 2009, l’État met en place le Programme National Très Haut Débit (PNTHD), suivi en 2013 par le Plan France Très Haut Débit (PFTHD)[réf. non conforme]. Ces deux programmes donnent les grandes lignes de la stratégie étatique et sont à l’origine d’un système d’appel à projet centralisé et sectoriel, dont les subventions sont accordées de manière discrétionnaire. Ils ont pour objectif de couvrir 80 % du territoire français d’ici 2022 avec la fibre optique, et 20% par les autres techniques disponibles : VDSL2, câble, satellite, 4G. L'objectif est aussi d’inciter les collectivités territoriales à y consacrer des lignes budgétaires.
En décembre 2012, le gouvernement lance une Mission Très Haut Débit, chargée de la mise en œuvre du plan (suivi des déploiements des opérateurs dans les zones d’initiative privée, soutien technique dans l’élaboration des réseaux publics dans les zones d’initiative publique, harmonisation et de standardisation des systèmes d’information etc).
Le 28 février 2013, le Plan France Très Haut Débit est lancé, avec l'objectif d'une couverture en très haut débit complète à la fin 2022.
En février 2014, la Mission Très Haut Débit et la French Tech sont regroupés dans l'Agence du numérique.

### Déroulement du plan
En décembre 2017, le gouvernement Philippe stoppe les subventions et ferme le guichet chargé de les distribuer alors que 3 millions de logements répartis sur 25 départements sont exclus du plan France Très Haut Débit. Le Parlement et le Gouvernement s'opposeront au financement voté par le Sénat de l'outil de mutualisation GraceTHD ; malgré un engagement à ce qu'il soit porté par l'État, l'avicca en assumera le financement.
Le guichet rouvre en décembre 2019 avec un financement limité à hauteur de 140 millions d'euros alors que le seul RIP breton Mégalis nécessite à lui seul 200 millions d'euros de subvention alors qu'il ne représente qu'un tiers des 3 millions de raccordements non financés. Pour mener à bien le projet il faudrait environ 800 millions d'après l'observatoire du THD.
Fin 2023, le déploiement est réalisé à 84% et l'ARCEP envoie une amende à Orange pour son retard pris dans la couverture des zones moins denses.
En février 2024, dans le cadre d'un plan d'économies budgétaire, Bruno Le Maire annonce que 154,6 millions d'euros de dotations prévues pour le PFTHD sont supprimés, ce qui représente 40% des crédits du plan. Ce dernier doit encore réaliser le raccordement en fibre de 6 millions de prises, c'est-à-dire 20 millions d’abonnés, pour couvrir intégralement le pays.
Compte tenu du ralentissement des déploiements, il est alors estimé que l'objectif de la couverture complète en 2025 ne sera pas atteint.
Au quatrième trimestre 2024, le déploiement est achevé à près de 91 % selon l'ARCEP.

## Composition du plan

### Principaux acteurs
Que ce soit pour le marché des télécoms ou au travers de politiques publiques d’aménagement du territoire, le PFTHD est marqué par l’intervention de quatre principaux types d’organisations :
- l’État. L’accès territorial à Internet est présenté comme une des priorités du quinquennat 2012-2017 : dans le cadre du PFTHD, environ trois milliards d’euros doivent être consacrés, d'ici 2020, par l’État à la modernisation du réseau national[18]. Afin de gérer ce fonds, son utilisation par les collectivités territoriales et les principales difficultés rencontrées par les acteurs locaux, les acteurs étatiques ont annoncé la création d’une Agence du numérique[19][réf. non conforme] ;
- les collectivités territoriales. Dans les zones non denses, le déploiement de la fibre optique n'est souvent pas rentable immédiatement pour les opérateurs privés, ce sont alors les collectivités territoriales qui financent le déploiement ;
- Les opérateurs privés. Ce sont en pratique les opérateurs privés qui installent et qui financent, partiellement ou totalement, les travaux de modernisation et de montée en débit d’un réseau[20] ;
- l'ARCEP : elle régule le marché des télécommunications et est amenée à contrôler les initiatives publiques et privées, à vérifier si elles ne contreviennent pas aux règles en vigueur et à suivre leur mise en œuvre[21].

### Rôle des collectivités territoriales
En pratique, une partie importante du travail de conception des réseaux locaux revient aux collectivités territoriales : elles ont la compétence légale en matière d’aménagement numérique de leur territoire. Cependant, c'est une responsabilité qui peut poser certains problèmes. En effet, l'immense majorité de ces collectivités sont des communes et des intercommunalités de petite taille, de faible urbanisation et aux moyens budgétaires et financiers limités. C’est pourquoi, afin d’assurer un aménagement numérique de leurs territoires et de bénéficier de l’appui financier de l’État, les collectivités aux moyens plus limités sont en train de se regrouper au sein d’infrastructures départementales ou régionales.
Différentes stratégies sont déployées par les collectivités territoriales :
- s’engager auprès des opérateurs en investissant des fonds intercommunaux dans le projet T.H.D réalisé sur leur territoire (une stratégie qui fut par exemple développée par la communauté d’agglomération du Grand Dax[24]) ;
- assurer le sérieux et la qualité pratique du modèle économique sur lequel se base leur projet. Par exemple, le conseil général de la Gironde a créé une stratégie globale de développement économique, ce qui lui a permis d’améliorer sa crédibilité auprès des opérateurs et de les inciter à collaborer à son projet.

Cependant, même pour les plus proactives de ces collectivités, l’aménagement numérique du territoire continue d’être un défi pour celles dont les marchés n’intéressent pas de facto les opérateurs. Cela pourrait se traduire par une aggravation des inégalités d’accès à Internet et donc aussi de la fracture numérique territoriale.

### Stratégie de déploiement
Le Plan prévoit un partage des investissements entre opérateurs privés et collectivités territoriales. Sur un territoire représentant 57 % de la population, les opérateurs s’engagent à déployer des réseaux privés mutualisés de très haut débit dans le cadre de conventions signées avec l’État et les collectivités concernées (en général les agglomérations). Sur ces territoires, les opérateurs déploient des réseaux de fibre jusqu’à l’abonné (dits « FttH » pour « Fiber to the Home »). Ces zones sont dites « conventionnées ».
Pour le reste du territoire, qui représente 43 % de la population, les collectivités territoriales créent des réseaux publics (les réseaux d’initiative publique ou « RIP ») ouverts à tous les opérateurs, avec le soutien technique et financier de l’État. Ces réseaux reposent sur un mix technologique associant fibre jusqu’à l’abonné, montée en débit, satellite et le LTE-4G.

### Opérateurs privés
Jusqu’en 1996, France Telecom était un opérateur public monopolistique responsable des télécommunications en France. Il fut ensuite privatisé et transformé en société anonyme, avant d’être rebaptisé Orange en 2013. En 1998, le marché des télécoms est ouvert à la concurrence, devenant peu à peu un oligopole relativement stable, partagé entre trois acteurs nationaux : France Télécom, SFR et Bouygues Télécom.
Cet oligopole est cependant inégal : Orange-France Télécom est un acteur qui domine par sa qualité d’opérateur historique. Il possède la quasi-totalité des infrastructures de télécommunication fixes, fait près de 80 % des opérations de renouvellement du réseau et réalise environ 40 % des activités de fournisseur d’accès à Internet en France. Enfin, Orange-France Télécom est un acteur moteur de l’économie française : il génère 40 milliards d’euros de chiffre d’affaires annuel ; il réalise un bénéfice annuel d’environ 1,5 milliard d’euros à réinvestir ; il emploie 100 000 personnes en France.
L’arrivée de Free en 2012 sur le marché de la téléphonie mobile fut à l’origine de profonds changements. Ce quatrième opérateur a proposé des prix à la consommation largement inférieurs aux tarifs usuels des autres opérateurs. Il fit ainsi baisser les prix du marché et contribua à diminuer drastiquement les bénéfices annuels des autres opérateurs nationaux.
Cette tendance fut amplifiée par les règlementations européennes et françaises, qui favorisent la consommation des foyers en encourageant la concurrence par les prix. De ce fait les opérateurs nationaux perdirent en rentabilité et virent leurs situations en bourse fragilisées. C’est pourquoi, à la suite de troubles internes, SFR qui était une entreprise jugée dynamique et rentable un an auparavant fut vendu en 2014 par sa maison-mère Vivendi. Il fut racheté par l’opérateur Numericable qui était auparavant un simple outsider du marché des télécoms.
En principe, le renouvellement des infrastructures de communication électronique est une opportunité pour les opérateurs qui souhaitent disputer à Orange-France Télécom sa position. C’est aussi un moyen pour Orange-France Télécom d’asseoir sa position de numéro 1. Cependant, du fait de l’instabilité du marché des télécoms, les opérateurs ne développent pas des stratégies agressives en matière d’investissement infrastructurel. Ils cherchent plutôt à rentabiliser les investissements déjà réalisés et mettent en œuvre des stratégies de repli pour faire face à la diminution de leurs bénéfices. C’est pourquoi Orange-France Télécom vend des actifs à l’étranger pour obtenir des liquidités ; Bouygues Télécom essaye de limiter les pertes de bénéfices liées à la diminution des tarifs du marché des télécoms ; Free désinvestit de la téléphonie fixe depuis 2010 ; enfin SFR Group cherche un équilibre entre la stabilisation de son endettement et les investissements dans le T.H.D.
Seuls SFR et Orange-France Télécom s’étaient engagés à réaliser des opérations de modernisation du réseau cuivre vers le T.H.D basé sur la fibre « FTTH », et ce à hauteur d’environ 6 milliards d’euros. 80 % de ces opérations devraient être prises en charge par Orange-France Télécom. Cependant, la stabilité du montant de ces investissements n’est pas certaine. Par exemple, malgré des déclarations optimistes, des incertitudes subsistent quant aux engagements de SFR en matière d’investissement dans le T.H.D.
Les opérateurs privés investissent en priorité dans des réseaux situés dans de grands ensembles urbains ou dans des départements fortement peuplés et urbanisés, à leurs yeux plus sûrs et plus rentables. À l’inverse, ils hésitent à s’impliquer dans les territoires ruraux, où ils n’ont pas pour l’instant de modèle économique stable pour rentabiliser leurs investissements. En naissent des tensions vis-à-vis des collectivités territoriales peu urbanisées, qui sont incitées par l’État à demander aux opérateurs des fonds complémentaires pour leurs R.I.P.

### Financement
Le Plan France Très Haut Débit mobilise 20 milliards d’euros des opérateurs privés et des collectivités pour atteindre une couverture intégrale du territoire en 2022.
Dans les zones conventionnées, le déploiement des réseaux privés nécessite un investissement des opérateurs de 6 à 7 milliards d’euros.
Dans les zones non conventionnées, le déploiement de réseaux publics par les collectivités territoriales représente un investissement de 13 à 14 milliards d’euros. Les recettes d’exploitation et le cofinancement des opérateurs privés financeront la moitié de cet investissement. Le besoin de subvention publique est donc de l’ordre de 6,5 milliards d’euros. Sur cette somme, le Plan France Très Haut Débit prévoit un double soutien financier pour les projets des collectivités. D’une part, l’État apporte une subvention de 3,3 milliards d’euros. D’autre part, les collectivités ont accès à des prêts à taux préférentiel par la mobilisation de l’épargne règlementée.
Il est décidé en 2013 que l’État ne subventionnerait que les collectivités territoriales qui se conforment à plusieurs critères définis au niveau national : réalisation d’un réseau en fibre optique dans la mesure du possible, structure a minima départementale (syndicats d’énergie par exemple), objectifs de couverture d’au moins 80 % sur la collectivité concernée, favorisation de partenariat public-privé pour le financement.
Loin de l'interventionnisme des années 1970, l’État compte sur la mise en place d’initiatives publiques locales. Cependant, il semble garder un pouvoir de contrôle important grâce à son système d’appel à projets, qui lui permet de ne financer que les projets conformes à sa stratégie[réf. souhaitée].

## Éléments techniques

### Technologies concernées
Au lancement du plan, l'objectif visé est de fournir un très haut débit de 30 mégabits par seconde.
Pour obtenir une couverture en très haut débit de l’intégralité du territoire, le Plan France Très Haut Débit s’appuie prioritairement sur le déploiement de réseaux de fibres optiques jusqu’à l’abonné (FttH). Le Plan prévoit plus de 80 % des logements connectés en FttH en 2022.
Au-delà de ces 80 %, le Plan France Très Haut Débit soutient les opérations de « montée en débit », qui consistent à apporter la fibre optique au niveau de chaque village, quartier ou immeuble, avec une partie terminale en câble coaxial ou en récupérant la paire de cuivre du réseau téléphonique sur la partie terminale du raccordement, en technologie VDSL2 qui permet des débits de 30 à 100 Mbit/s, voir en G.fast jusqu’à 500 Mbit/s.
Enfin, pour améliorer rapidement le débit des habitats les plus isolés et des zones les plus rurales, le Plan France Très Haut Débit soutient le déploiement de trois technologies utilisant des ondes radios (hertziennes) : les satellites de nouvelle génération, le WiMAX et les technologies dites « Long Term Evolution » (LTE), notamment la 4G à usage fixe.

### Extinction du réseau cuivre
L’objectif de généralisation de la fibre optique sur le territoire français soulève la question de la pertinence de maintenir en parallèle un réseau de cuivre et un réseau de fibre dans la mesure où cette coexistence conduit à augmenter les coûts d’exploitation et à réduire la rentabilité des nouveaux réseaux.
Pour anticiper cette évolution, une expérimentation du basculement progressif du réseau cuivre vers les réseaux en fibre optique jusqu’à l’abonné (FTTH) est menée sur la commune de Palaiseau, en Île-de-France.
Fleur Pellerin a par ailleurs confié le 12 juin 2013 à l’ancien président de l’Arcep Paul Champsaur la mission d’identifier les enjeux techniques, économiques, juridiques et sociaux de ce basculement. Associant des représentants des opérateurs, des réseaux d’initiative publique, des experts et des parlementaires, la Mission Champsaur devrait rendre son rapport final à la fin de l’année 2014.

## Critiques
Pour l'association UFC-Que choisir, ce plan censé réduire la fracture numérique, risque au contraire de la creuser ; l’association met notamment en cause le choix de la technologie FTTH, lourde et coûteuse. De plus, Orange aurait le monopole sur la fibre optique selon BFM obligeant les abonnés Free et Bouygues Telecom à rester en ADSL en attendant l'ouverture du réseau à la concurrence.
Dans un rapport du 31 janvier 2017, la Cour des comptes estime que le projet devrait dépasser la durée et le budget initial, pour passer de 20 à 35 milliards d'euros et s'étaler jusqu'en 2030,,.